# Henson (cheval)
Vous lisez un « bon article » labellisé en 2012.
Pour les articles homonymes, voir Henson.
Le Henson, ou cheval de la baie de Somme, est une race de chevaux française dont l'idée émerge au début des années 1970. Issue de croisements entre des chevaux de sang chaud de race Selle français et Anglo-arabe, entre autres, et des chevaux Fjord à sang froid d'origine norvégienne, elle est créée afin d'obtenir une monture adaptée au tourisme équestre, alors en plein essor dans la baie de Somme.
La création de l'Association des Cavaliers de la Baie de Somme permet de superviser la naissance de chevaux de première génération suffisamment nombreux ; la race naît réellement lorsque ces animaux sont croisés entre eux. Les Henson s'exportent désormais en dehors de la baie de Somme et du Marquenterre, grâce notamment à leur reconnaissance par les Haras nationaux en 2003. Ils sont devenus l’emblème de leur région natale, et de l'équitation d'extérieur.

## Histoire

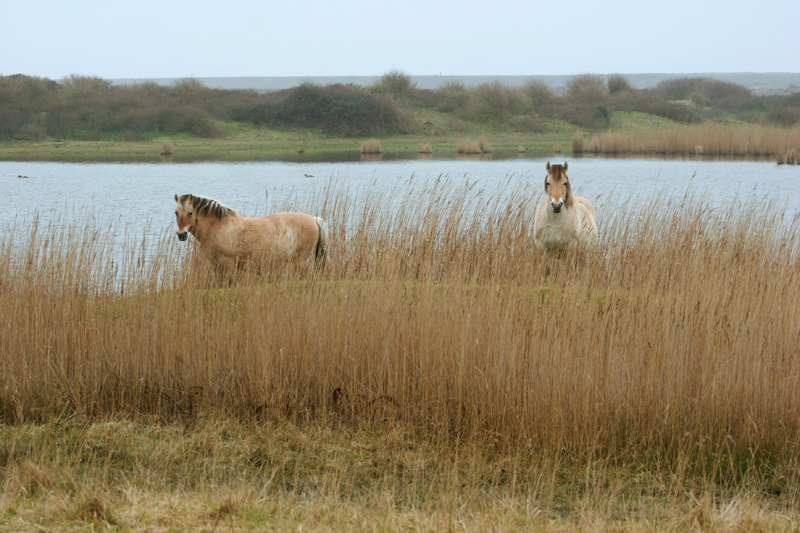
Hensons au Hâble d'Ault.

Contrairement à la majorité des races de chevaux françaises, le Henson est une création de la fin du XXe siècle, dans le but d'obtenir un cheval rustique adapté à toutes les formes de tourisme équestre, l'équitation d’extérieur et de loisir,. Il est de ce fait la plus récente de toutes les races chevalines françaises. La baie de Somme, un espace naturel de 70 km2, forme son berceau de race,. Il en est devenu l'un des emblèmes au même titre que les oiseaux, grâce à son mode d'élevage « dans le respect d'un espace préservé ». Son poids économique reste modeste mais s'accroît avec l'essor de l' écotourisme. Il est considéré comme une réussite régionale inscrite « dans la nouvelle logique de pratique de l’équitation ».

### Origine

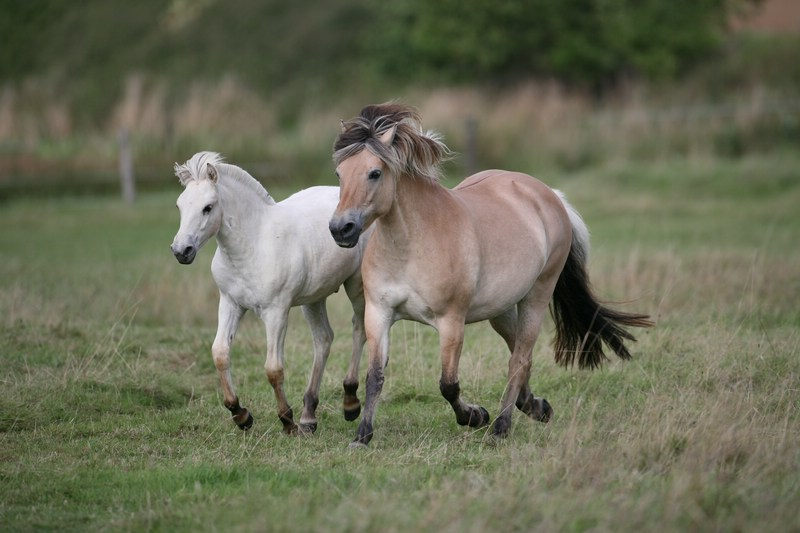
Le Henson est issu de croisements entre des chevaux de sang et des Fjords, comme ceux-ci.

Vers la fin des années 1970, l'équitation s'oriente vers les loisirs en extérieur à destination d'un public familial amoureux de la nature. Cela favorise la randonnée équestre ainsi que l'attelage. Cette tendance implique la recherche d'un cheval de loisir adapté dans des régions comme la Somme, où le tourisme équestre est devenu populaire sur le site de la baie de Somme.

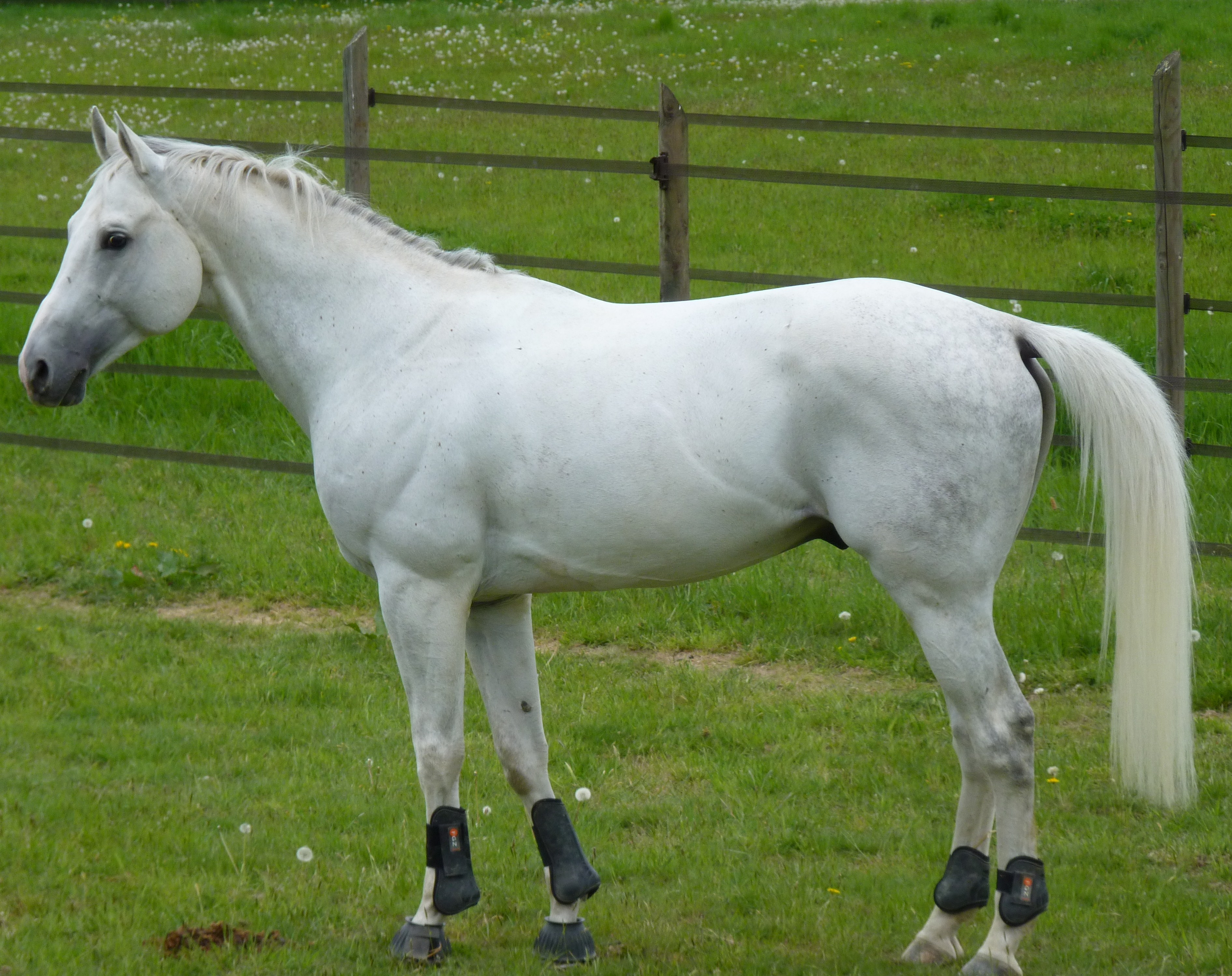
L'Anglo-arabe est l'une des races de chevaux de sang employées en croisement pour créer le Henson.

La race Henson est à l'origine une expérience de « croisement entre éleveurs » de première génération, entre des Fjords et divers chevaux de selle,. Bernard Bizet, Lionel et Marc Berquin sont leurs créateurs, leur but étant d'obtenir « de très bons chevaux de selle »,.
En 1972, Bernard Bizet achète un étalon Fjord et quatre pouliches pour créer un élevage, à la suite d'un coup de foudre pour cette race après un voyage de jeunesse au Danemark. Les qualités de la race Fjord forment des atouts pour l'activité envisagée vers une clientèle plutôt jeune. La rusticité de la race permet un élevage économique, le Fjord vivant toute l'année à l'extérieur. En 1973, l'étalon Fjord étant trop jeune pour assurer la saillie des juments, monsieur Bizet décide d'amener celles-ci aux étalons des Haras nationaux, et de les présenter à un Anglo-arabe.
En 1974, la naissance de deux poulains moitié Fjord et moitié Anglo attire l'attention du Dr Lionel Berquin, accompagnateur au centre équestre de Morlay. Il y découvre les aptitudes de ces poulains. Adoptés par l'Association des cavaliers de la baie de Somme (située à Port-le-Grand), ils sont nommés « Henson » quelques années plus tard. Ils allient la robe isabelle sauvage, les qualités de rusticité et le bon équilibre mental du Fjord avec le tempérament plus fougueux de l'Anglo, et une morphologie adaptée à l’attelage et aux loisirs. Ce croisement induit en effet une hétérosis qui permet la fixation des qualités recherchées, d'où les bons résultats de l’expérience,.
L'expérience méritant d'être reconduite, le Fjord est alors croisé avec des Trotteurs et Selle français, mais l'Anglo se révèle la race la mieux adaptée.

### Légende
Bien que son origine réelle soit parfaitement connue, la race Henson est associée à une légende, selon laquelle Dieu contemplait la baie de Somme balayée par des vents et des marées déchaînés lorsqu'il voulut en immortaliser l'image. Il ramassa alors une poignée de sable, souffla dessus et donna vie à un cheval couleur de sable. Qu'il fut rêveur ou qu'il ait jugé la robe de l'animal trop claire, il laissa courir l'un de ses doigts sur le dos de la bête et traça une ligne sombre le long de son échine, « l'imprimatur divin ».

### Développement de la race
Les membres du projet de développement de la race, dont le Dr Berquin et M. Bizet, se regroupent en 1982 dans l'Association des cavaliers de la baie de Somme. Lionel Berquin co-créé la même année l'Association du Cheval Henson, avec Dominique Cocquet, alors dirigeant du Syndicat mixte pour l'aménagement de la côte picarde, pour « donner corps à ce pari fou » qui est de créer une nouvelle race de chevaux, la promouvoir et la fixer.
Ils rassemblent tous leurs chevaux croisés Fjord, et font saillir leurs juments de sang par des étalons de cette race. Le but est d'obtenir des chevaux aux phénotypes proches, afin que le génotype soit stable et reproductible, mais aussi d'avoir un cheptel suffisant d'animaux de « première génération », à 50/50. De 1984 à 1986, des juments 50/50 Fjord sont saillies par un étalon Anglo, le poulain possédant 25 % de sang Fjord. La morphologie et le caractère sont intéressants mais la robe isabelle sauvage est perdue dans plus de la moitié des cas. Les mêmes juments donnent des poulains 75 % Fjord, afin de mieux fixer la robe retenue comme critère de sélection.
En 1986, la création de la race Henson est officialisée par M. Bizet et M. Berquin. Le petit cheval de la baie de Somme possède une identité, bien qu'il reste non reconnu par les haras nationaux. Les pouliches 75 % sont saillies en 1992 par Riesling Pierre et Agmar D'Oc, deux Anglo-arabes de la station de Boismont, appartenant aux Haras nationaux. En 1993, un premier poulain à 37,5 % de sang Fjord naît, Fantasio de Morlay, élu meilleur produit de l'année à la Fête du Henson au Marquenterre. L'objectif de l'élevage est de créer un cheval de loisir reconnu en produisant des juments pleins papiers, d'où le suivi interdisant la reproduction de juments par leur père, afin d'éviter la consanguinité.
En 1989, les cavaliers de la baie de Somme s'installent sur le domaine du Marquenterre, terres de la famille Jeanson. En 1995, ils estiment la population de chevaux de première génération suffisante, le stud-book de la race est fermé aux chevaux non issus de parents Henson, et l'élevage se poursuit en race pure, exclusivement sur les chevaux de seconde génération et les suivantes,. Cela explique pourquoi les Henson nés après cette date ne sont plus issus d'un croisement direct entre Fjord et cheval de sang, contrairement à une opinion populaire répandue.
Le Henson est reconnu comme race par le ministère de l'Agriculture et les Haras nationaux depuis juillet 2003. Il est devenu l’emblème de l'équitation d'extérieur et des chevauchées en pleine nature. Dominique Cocquet pense en 2010 que cette race a de l'avenir du fait que 12 millions de français souhaiteraient pratiquer une équitation en contact avec la nature.

## Description

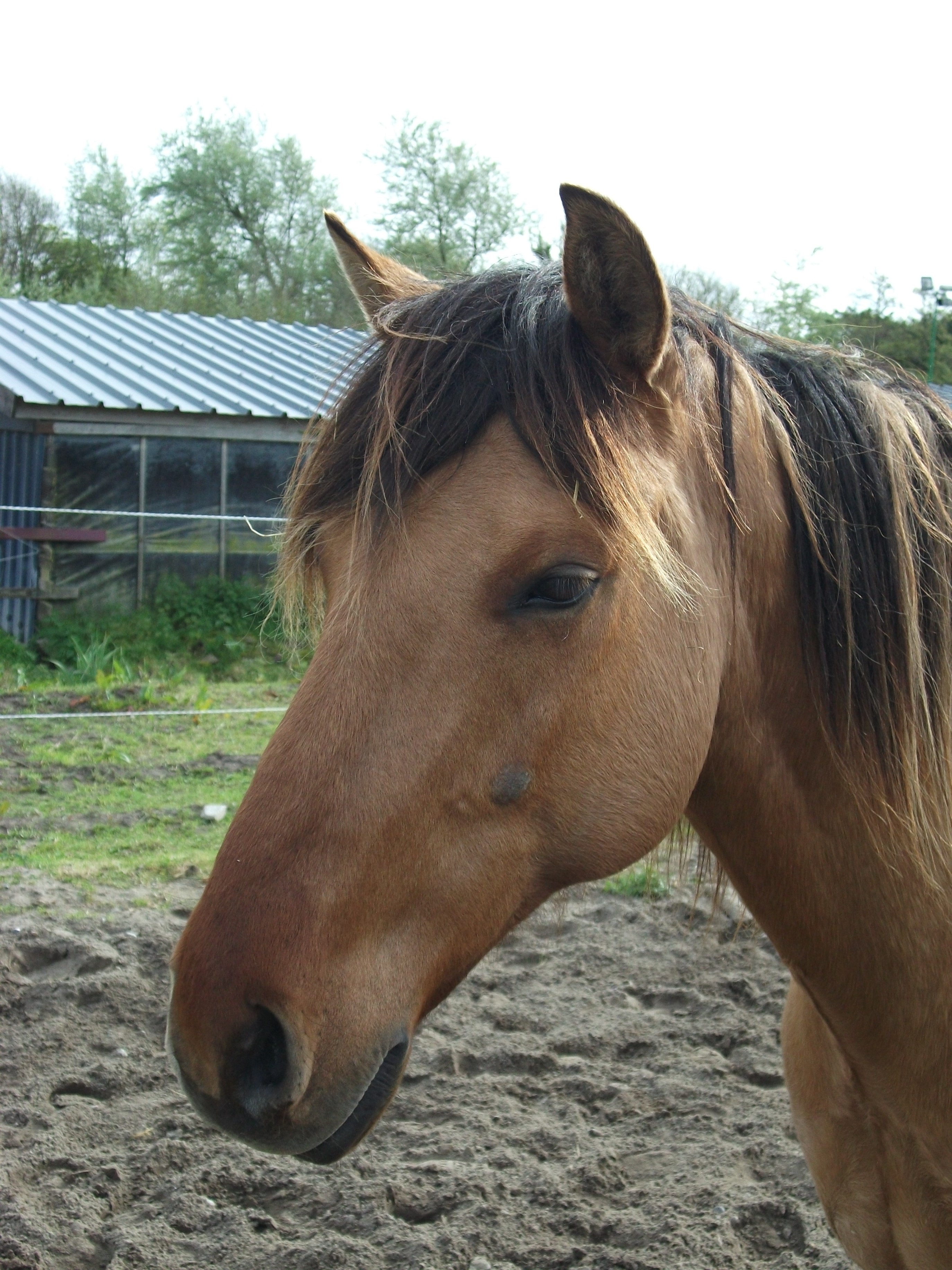
Tête d'un cheval Henson.

Le Henson doit posséder entre 25 % et 50 % d'origines Fjord, et mesurer entre 1,50 m et 1,60 m,. De ce fait, il ressemble beaucoup au Fjord, en un peu plus grand et plus élancé. Il est bien charpenté mais pas lourd. Son phénotype présente des caractéristiques bien marquées, même si la création relativement récente de la race induit un certain manque d'homogénéité. Il est classé parmi les vingt-trois plus belles races chevalines du monde d'après la revue Cheval pratique.

### Standard morphologique

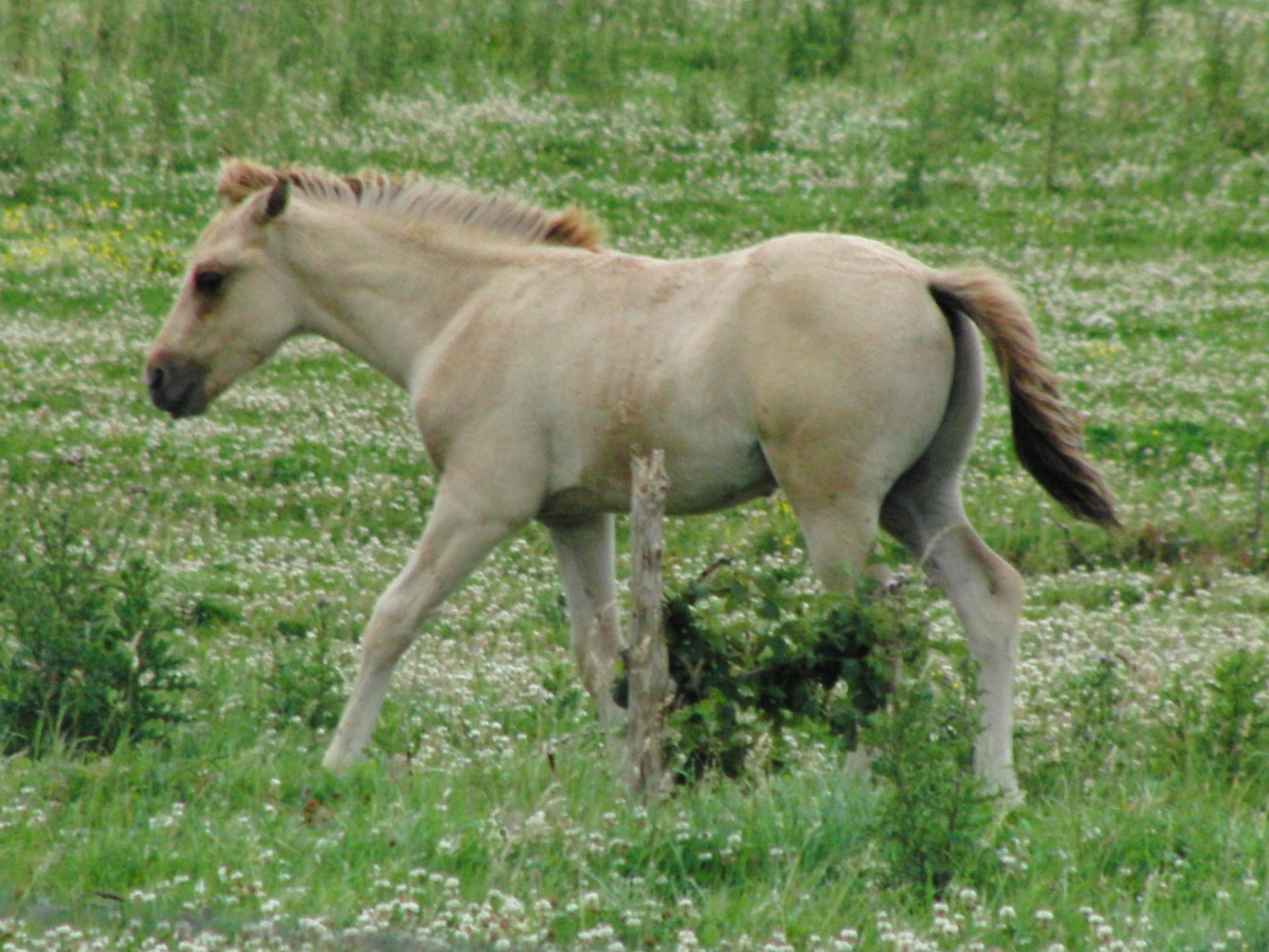
Poulain Henson dans la Somme.

Les caractéristiques morphologiques recherchées sont celles d'un cheval de loisir, avec des allures étendues et un fort engagement des membres postérieurs.

#### Tête
La tête est recherchée aussi fine, expressive et légère que possible, elle est généralement de taille moyenne et relativement chargée de ganaches, avec un profil rectiligne ou légèrement concave. Les oreilles sont courtes et bien dessinées, dotées d'une extrémité plus sombre que la base. Les yeux, vifs mais à l'expression douce, sont cernés de noir.

#### Avant-main et corps
L'encolure est recherchée suffisamment longue et sans lourdeur, bien orientée sur une base forte, mais elle est généralement relativement courte et large. Le poitrail est éclaté, l'épaule recherchée longue et oblique. Le corps est ramassé, le dos court et large est recherché de longueur moyenne,.

#### Arrière-main et membres
Les reins sont larges, les membres court-jointés, solides et bien d'aplomb, avec une corne aussi résistante que celle du Fjord, qui ne doit pas présenter de couleur claire.

### Robe
Sa robe est le plus souvent d'une couleur « beige plus ou moins foncée » allant des tons sable au marron,, dite « isabelle » sauvage. Elle résulte de la présence du gène Dun, comme chez le Fjord. La robe baie est acceptée. La présence d'une raie de mulet sur la ligne du dos est obligatoire, et beaucoup de sujets présentent aussi des zébrures sur les membres. De plus, toute marque blanche (liste en-tête, balzane…) est déconseillée, et même prohibée pour les étalons reproducteurs, afin qu'elles n’apparaissent pas chez leurs descendants. La crinière est unie marron ou bicolore, noire et or ou noire et blanche,. La robe manque un peu de stabilité, il arrive en effet que des sujets non porteurs du dun ou porteurs de marques blanches naissent périodiquement.

### Caractère et entretien

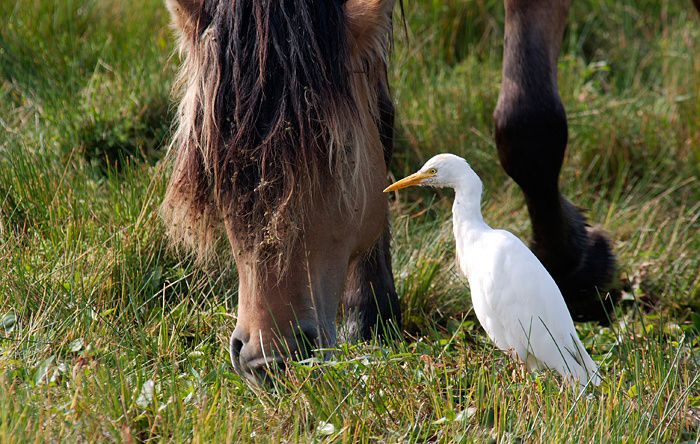
Héron garde-bœufs accompagnant un cheval Henson à la Bassée, dans la baie de Somme.

Le Henson possède un caractère confiant, sociable et amical, il se laisse d'ailleurs facilement approcher au bord des pâtures. Il est calme, maniable, polyvalent et endurant,,. Peu exigeant au niveau des soins et de l'alimentation, il peut vivre à l'extérieur toute l'année grâce à sa rusticité et sa résistance,. Il est le plus souvent élevé de manière extensive et naturelle en extérieur, et se reproduit en liberté, ce qui lui confère équilibre et rusticité dès la naissance. Les nombreux marécages et autres zones humides de la baie de Somme forment l'espace principal où il est traditionnellement élevé et vit une partie de l'année, supportant la pauvreté des pâtures et le sol sableux ou marécageux sans problèmes. Cette résistance provient de ses ancêtres Fjords, habitués aux conditions extrêmes. La présence des chevaux sur le site du Marquenterre attire le héron garde-bœufs, et il complète la présence de moutons de pré salé. Une étude réalisée à l'Université Lille-I conclut que ce cheval est parfaitement intégré à cet écosystème.

### Sélection
L'Association du Cheval Henson est l’association nationale de race depuis le 3 février 1983. Elle a pour but de regrouper les éleveurs et propriétaires de chevaux Henson, gérer le stud-book et l'orientation de la sélection de la race, la développer et la promouvoir. Pour permettre de renouveler le sang du cheptel, le stud-book de la race Henson possède une section « facteur de Henson » ouverte aux chevaux issus de croisements entre un cheval Fjord et un Pur-sang, Anglo-arabe, Selle français, Trotteur français, Pure race espagnole ou Quarter Horse, possédant toujours entre 25 % et 50 % de sang Fjord, et une robe conforme au standard de la race. Il existe aussi une limitation du nombre de saillies autorisées par étalon, soit dix juments maximum pour les étalons de moins de six ans, et 50 maximum pour ceux de plus de six ans. L'insémination artificielle et le transfert d’embryon sont interdits. L'approbation d'un étalon ou d'une jument à la reproduction est soumise à des tests d'allures, de caractère et de maniabilité.

## Utilisations

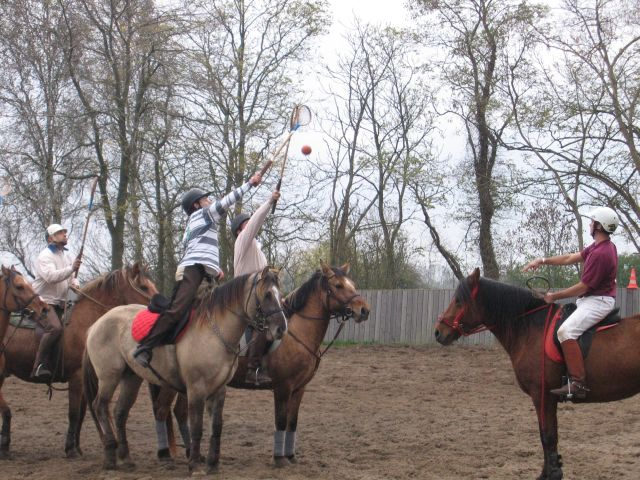
Compétition de polocrosse entre l'équipe du Marquenterre (sur les chevaux Henson, de robe bai dun) et l'équipe nationale anglaise.

Qualifié d'« expérience intéressante » dans le domaine du loisir, le Henson n'a toutefois pas, d'après Lætitia Bataille, les qualités des races chevalines sélectionnées depuis plusieurs siècles. Destiné à l'équitation d'extérieur et de loisir sous toutes ses formes, il est sélectionné avant tout sur son aptitude à la randonnée équestre,, et convient aux débutants comme aux cavaliers confirmés. Il est de ce fait largement employé à cette activité sur le site du Marquenterre.
Il possède une grande endurance, il est maniable et rapide. Il peut participer à des compétitions de polocrosse sans difficultés. Il est à l'aise en chasse à courre. L'attelage, où il a obtenu une médaille de bronze au championnat de France à quatre, le horse-ball, dans lequel l'équipe féminine du Marquenterre a été championne de France 2002 en national 3, l'endurance, où il obtient la médaille d'argent en relais par équipe au championnat de France à Lamotte Beuvron en 2019,  et le TREC, où il s'illustre au niveau national, forment ses disciplines de prédilection,,. Grâce à sa belle unité de robe, il est intéressant dans le domaine de l'attelage de tradition.
Il est également utilisé pour l'entretien des marais de la Somme, grâce à son rôle de tondeuse écologique.
Le Henson peut aussi être un très bon cheval de saut en petit niveau (parcours 1,10 m / 1,20 m) grâce à sa puissance dans les postérieurs et avec du travail un bon petit cheval de dressage.

## Diffusion de l'élevage

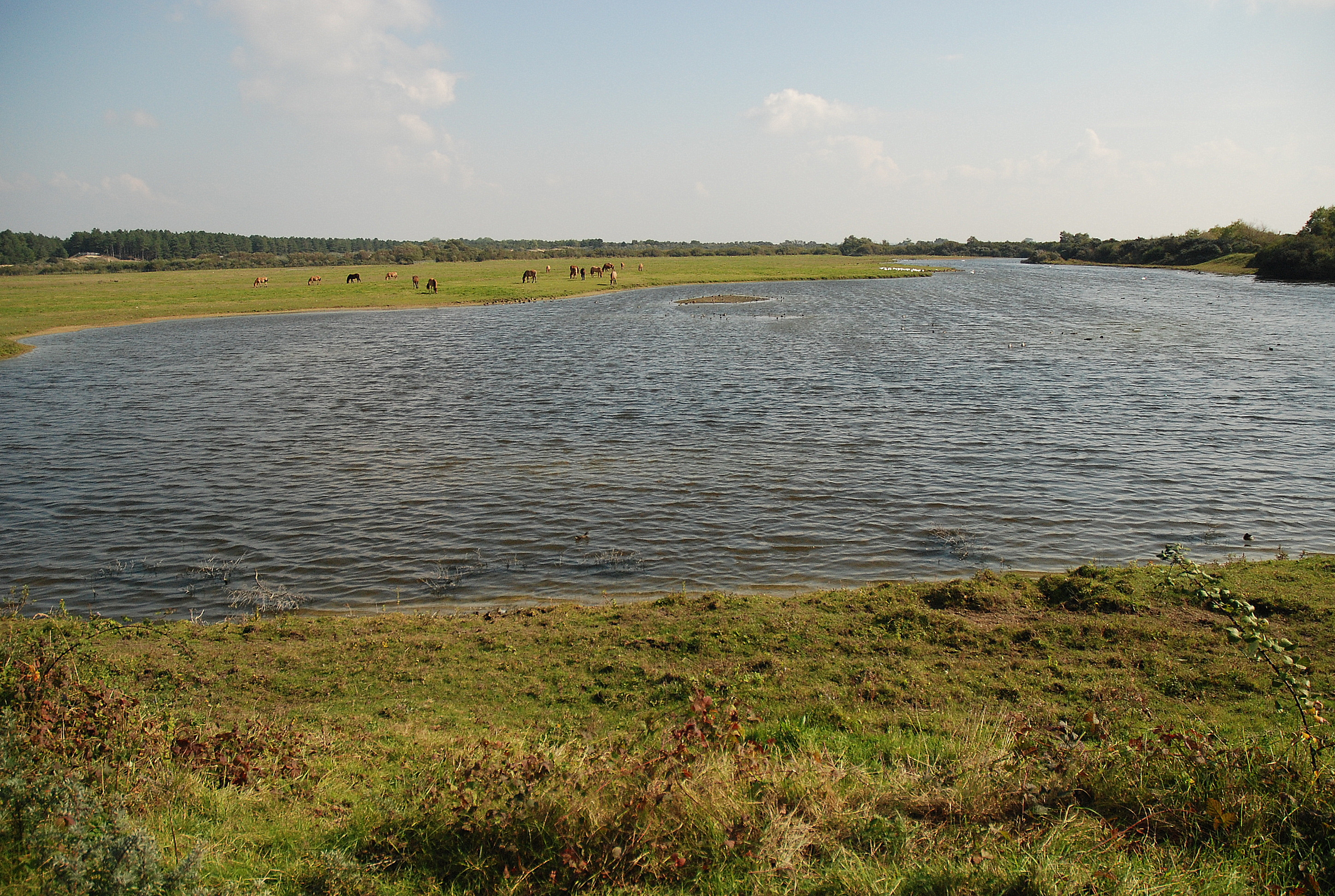
Vue d'ensemble des paysages typiques du Marquenterre, berceau de race, avec les chevaux en arrière-plan.

Le Henson est considéré comme une race locale, dont le niveau de menace est inconnu en 2010 ; elle est classée comme race menacée par l'IFCE en janvier 2023, à tort selon l'association qui s'en occupe ; l'Institut national de recherche pour l'agriculture, l'alimentation et l'environnement (INRAE) la considère aussi comme une race chevaline française menacée d'extinction.
La race est désormais stabilisée, et élevée essentiellement pour les loisirs bien qu'elle trouve des débouchés dans le sport. Ces chevaux sont présents dans de nombreux pâturages de la baie de Somme et du Marquenterre. La Somme et en particulier le Marquenterre, berceau de race, constitue la principale région d'élevage. Des débouchés commencent à se créer ailleurs en France et en Belgique. En 2008, ce cheval est désormais présent dans le Nord-Pas-de-Calais, les départements de l'Oise principalement à l'Espace Équestre Henson Chantilly-Apremont, de l'Eure, et par un élevage implanté dans le Berry.
Il existe environ 400 sujets recensés en France en 2010, dont 200 dans l'Espace Équestre « Henson-Marquenterre », à Saint-Quentin-en-Tourmont, et l'Espace Équestre « L’Étrier », dans la baie d'Authie,. En 2011, un nouvel espace équestre consacré à ce cheval a vu le jour à Rue, le « Haras Henson ». En 2006, la race compte 31 éleveurs, 9 étalons en activité, et 36 nouvelles naissances, ces chiffres sont relativement stables sur les années suivantes.
| Année                          | 2004 | 2005 | 2006 | 2007 | 2008 |
| ------------------------------ | ---- | ---- | ---- | ---- | ---- |
| Nombre de naissances en France | 20   | 32   | 43   | 43   | ?    |

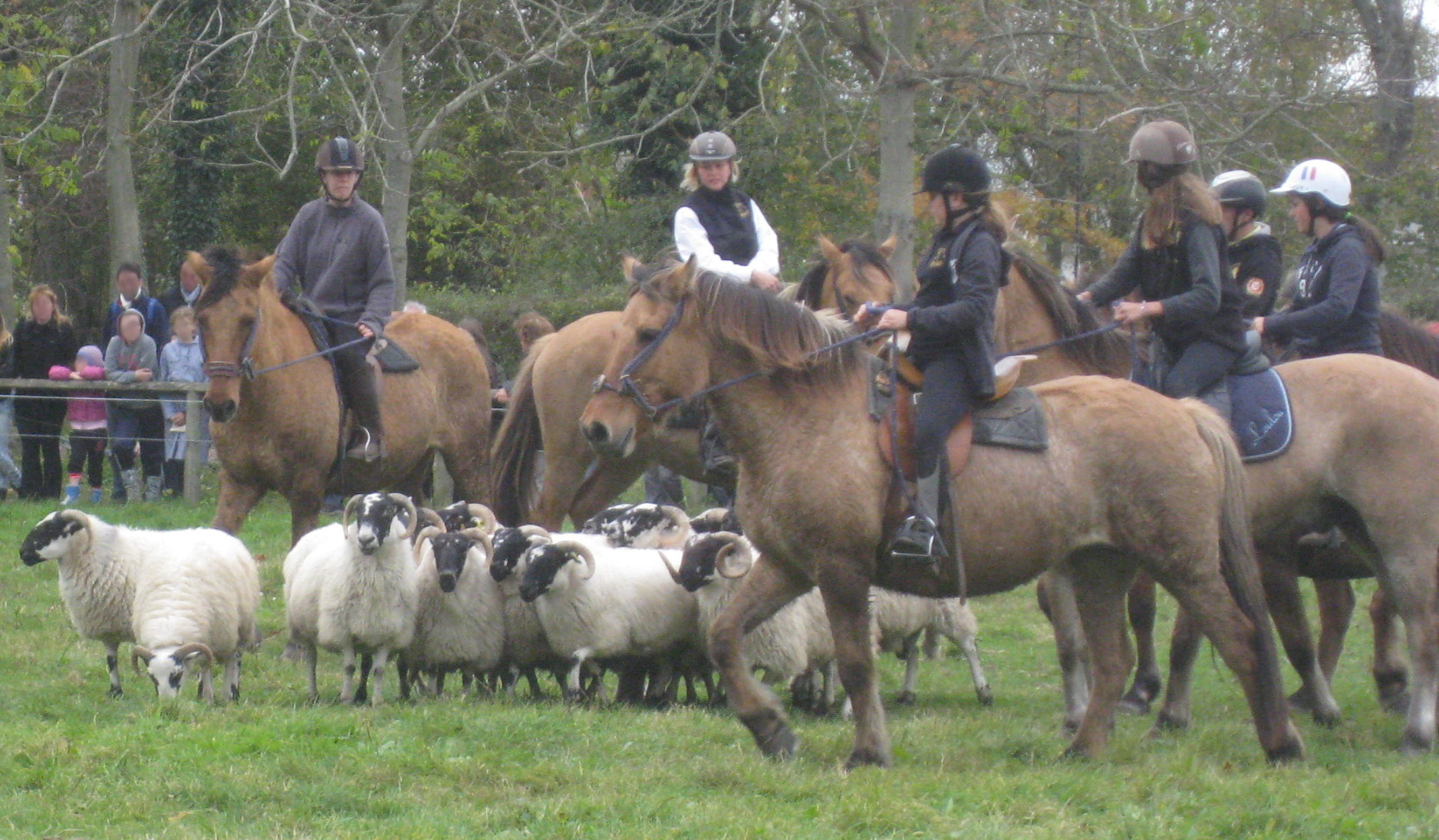
Démonstration lors du Trans'Henson 2014.

Chaque dernier week-end d'octobre, au moment de la Toussaint, a lieu la « Trans'Henson » qui se déroule à l'Espace Equestre Henson-Marquenterre, rassemblement, par les cavaliers propriétaires de chevaux Hensons, des poulains de l'année ainsi que les poulinières et jeunes chevaux d'un à trois ans afin de les rapatrier dans les zones d'herbage hivernales proche du centre de Saint-Quentin-en-Tourmont,. C'est l'occasion de voir plus de 200 chevaux rassemblés. Une « ferya » est organisée mi-juillet au Haras-Henson de Rue, avec présentations des chevaux de l'élevage et élection du plus beau poulain et de la plus belle pouliche. Autrement, ces animaux sont présents sur d'autres manifestations telles le salon international de l'agriculture, dont ils ont été les vedettes en 2003, au moment de la reconnaissance de la race.

#### Travaux universitaires
- Bénédicte Roche Dupas, Le cheval de Henson, thèse doctorale, École Nationale Vétérinaire de Toulouse, 1996, 49 p.
- [Durand 2004-2005] Bénédicte Durand, « Le henson, un cheval agent de développement local ? », Hommes et terres du Nord, Villeneuve d'Ascq, Université de Lille 1, no 2,‎ 2004-2005, p. 57-68 (ISSN 0018-439X, DOI 10.3406/htn.2004.2872).

#### Articles de presse
- [Bigeon 1999] C. Bigeon, « Le Henson », Cheval loisirs, no 82,‎ 1999, p. 40-43.
- [Clergeau 2009] C. Clergeau, « Le henson sur les traces du camargue ? », Cheval Magazine, no 453,‎ 2009, p. 48-51 (ISSN 0245-3614).
- [Clot 2003] F. Clot, « Le Henson : 25 ans d'histoire pour une nouvelle race de loisir », Cheval loisirs, no 132,‎ 2003, p. 54-59.
- [Farissier 2004] Serge Farissier, « Le cheval henson », Atout cheval, no 73,‎ 2004.
- [Fauguière 2000] C. Fauguière, « Le cheval de Henson entre ciel et mer », Equimag, no 23,‎ 2000, p. 12-13.
- [Feuillerac 2005] E. Feuillerac, « Le henson : né et fait pour le loisir », Cheval pratique, no 183,‎ 2005, p. 42-51.
- [Leclercq 2003] Isabelle Leclercq, « Le henson, désormais race officielle », Cheval Magazine, no 383,‎ octobre 2003, p. 56-59 (ISSN 0245-3614).
- [Lux 1991] Claude Lux, « Les Henson », Cheval pratique, no 19,‎ 1991, p. 36-39.
- [Lux 1998] Claude Lux, « Le cheval de Henson », Atout cheval, no 8,‎ 1998, p. 47-50.
- [Pacaud 2008] L. Pacaud, « Les correspondants de race : exemple du Boulonnais, du Trait du Nord et du Henson », Equ'idée, no 63,‎ 2008, p. 44-45.
- [Rizo 2011] S. Rizo, « Dominique Coquet : si le Henson n'existait pas, il faudrait l'inventer », Equ'idée, no 76,‎ 2011, p. 56-58.
- [Rebts 2016] Marie-Eve Rebts, « Le henson, petit cheval nature », Cheval Magazine, no 532,‎ mars 2016, p. 38-41 (ISSN 0245-3614).
- [Vermeulen 2000] P. Vermeulen, « La Transhenson 1999, une forte demande en chevaux d'extérieur », Hippo news, no 278,‎ 2000, p. 32-33.

#### Ouvrages généralistes
- [Sevestre et Rosier 1983] Jacques Sevestre et Nicole Agathe Rosier, Le Cheval, Larousse, 1983, 388 p. (ISBN 978-2-03-517118-4), p. 105.
- [Bataille 2007] Laetitia Bataille, Les poneys : Races et élevage, France Agricole Éditions, 2007 (ISBN 9782855571409, lire en ligne).
- [Bataille 2008] Lætitia Bataille, Races équines de France, France Agricole Éditions, 2008, 286 p. (ISBN 9782855571546, lire en ligne).
- [Bataille et Tsaag Valren 2017] Lætitia Bataille et Amélie Tsaag Valren, Races équines de France, Paris, Éditions France Agricole, janvier 2017, 2e éd. (1re éd. 2008), 304 p. (ISBN 2-85557-481-1, OCLC 971243118, BNF 45194192)..